# Колумбійське плато

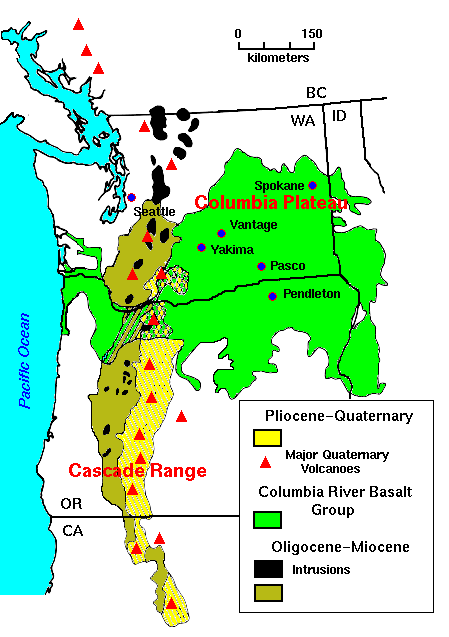
Колумбійське плато займає більшу частину базальтової групи річки Колумбія (зображено зеленим кольором)

45°59′58″ пн. ш. 119°00′05″ зх. д. / 45.99944° пн. ш. 119.00139° зх. д.
Колумбійське плато (англ. Columbia Plateau) — географічний і геологічний регіон у північно-західній частині США , між Скелястими горами на сході і Каскадними горами — на заході. Розташовано на південному сході штату Вашингтон, північному сході штату Орегон і заході штату Айдахо. Являє собою лавове плато площею близько 50 000 км² і висотою території від 700 до 1000 м над рівнем моря. Річка Колумбія і її найбільша притока, річка Снейк, прорізають територію плато, формуючи глибокі каньйони. Поверхня плато — плоска або хвиляста; є численні сухі каньйони (найбільший з них — Гранд-Кулі). Великі міста в районі плато — Спокен, Якіма, Песко, Кенневік, Голдендейл, Пуллман, Гермістон, Худ-Рівер, Те-Далс тощо.

## Геологія
У міоцені і ранньому пліоцені трапи покрили величезну територію, одну з найбільших на поверхні Землі, 160,000 km², на Тихоокеанському Північному Заході сформувавши велику магматичну провінцію. За період протяжністю 10-15 млн років урешті-решт накопичився базальтовий шар завтовшки понад 1,8 км. При накопиченні цього потужного шару земна кора зазнала занурення, сформувавши сточище річки Колумбія. Сучасна течія річки Колумбія також обумовлена просуванням лавового масиву на північний захід. Потоки лави, протікаючи по території, в першу чергу заповнювали долини річок і струмків, формуючи природні греблі, які були причиною утворення насипних озер. Ці озера є скупченням викопної флори і фауни: скам'янілої деревини , викопних комах, кісток хребетних тощо.

## Флора
Частина плато Колумбія пов'язано з екорегіоніом Колумбійське плато, частина екорегіону «Неарктичні помірні і субтропічні луки, савани і чагарники» відносяться до біому помірні луки, савани і чагарники.

## Дивись також
- Гранд-Кулі
- Ченнелд Скебленд
- Внутрішнє плато

## Ресурси Інтернету
- USGS Page on Columbia Plateau [Архівовано 4 грудня 2013 у Wayback Machine.]
- Geology of Lake Roosevelt National Recreation Area (source of much of this page) [Архівовано 13 травня 2004 у Wayback Machine.]
- Guide to digital documents and photographs about the Columbia River area.
- Columbia River Basin Ethnic History Archive